# Estland op de Olympische Zomerspelen 2012
Estland nam deel aan de Olympische Zomerspelen 2012 in Londen, Verenigd Koninkrijk.

## Medailleoverzicht
| Sport     | Olympiër    | Onderdeel                     | Medaille |
| --------- | ----------- | ----------------------------- | -------- |
| Worstelen | Heiki Nabi  | Grieks-Romeins tot 120 kg (m) | Zilver   |
| Atletiek  | Gerd Kanter | discuswerpen (m)              | Brons    |

## Deelnemers en resultaten

### Atletiek
| Olympiër           | Onderdeel        | Resultaat | Prestatie                                                    |
| ------------------ | ---------------- | --------- | ------------------------------------------------------------ |
| Marek Niit         | 100m (m)         | 41e       | serie 6: 7de in 10,40                                        |
| Marek Niit         | 200m (m)         | 38e       | serie 5: 6de in 20,82                                        |
| Rasmus Mägi        | 400m horden (m)  | 28e       | serie 2: 5de in 50,05                                        |
| Raigo Toompuu      | kogelstoten (m)  | 30e       | kwalificatie groep B: 15de met 18,91m                        |
| Märt Israel        | discuswerpen (m) | 25e       | kwalificatie groep A: 11de met 60,34m                        |
| Gerd Kanter        | discuswerpen (m) | Brons     | kwalificatie groep B: 1ste met 66,39m finale: 3de met 68,03m |
| Aleksander Tammert | discuswerpen (m) | 27e       | kwalificatie groep A: 12de met 60,20m                        |
| Risto Mätas        | speerwerpen (m)  | 21e       | kwalificatie groep A: 12de met 78,56m                        |
|                    |                  |           |                                                              |
| Evelin Talts       | marathon (v)     | 103e      | 2:54.15                                                      |
| Anna Iljuštšenko   | hoogspringen (v) | 15e       | kwalificatie groep B: 7de met 1,90m                          |
| Grit Šadeiko       | zevenkamp (v)    | 23e       | 6031 punten                                                  |

### Badminton
| Olympiër  | Onderdeel     | Resultaat | Prestatie                                                                     |
| --------- | ------------- | --------- | ----------------------------------------------------------------------------- |
| Raul Must | enkelspel (m) | 17e       | groep B: 2de W van AUT Lahnsteiner: 21-14,21-18 V van INA Santoso: 12-21,8-21 |

### Boogschieten
| Olympiër     | Onderdeel       | Resultaat | Prestatie                                                                 |
| ------------ | --------------- | --------- | ------------------------------------------------------------------------- |
| Reena Pärnat | individueel (v) | 33e       | plaatsingsronde: 52ste met 621 punten 1ste ronde: V van MEX Valencia: 1-7 |

### Judo
| Olympiër     | Onderdeel  | Resultaat | Prestatie                            |
| ------------ | ---------- | --------- | ------------------------------------ |
| Martin Padar | +100kg (m) | 17e       | 1ste ronde: V van CUB Brayson: ippon |

### Roeien
| Olympiër                                              | Onderdeel       | Resultaat | Prestatie                                                                     |
| ----------------------------------------------------- | --------------- | --------- | ----------------------------------------------------------------------------- |
| Geir Suursild Jüri-Mikk Udam                          | dubbel-twee (m) | 13e       | serie 3: 4de in 6.33,88 herkansingen: 4de in 6.38,50                          |
| Tõnu Endrekson Andrei Jämsä Allar Raja Kaspar Taimsoo | dubbel-vier (m) | 4e        | serie 1: 2de in 5.42,87 halve finale 2: 2de in 6.07,85 finale: 4de in 5.46,96 |

### Schermen
| Olympiër           | Onderdeel | Resultaat | Prestatie                                           |
| ------------------ | --------- | --------- | --------------------------------------------------- |
| Nikolai Novosjolov | degen (m) | 9e        | 1ste ronde: vrij 2de ronde: V van USA Kelsey: 11-15 |

### Schietsport
| Olympiër        | Onderdeel              | Resultaat | Prestatie                                        |
| --------------- | ---------------------- | --------- | ------------------------------------------------ |
| Anžela Voronova | 10m luchtgeweer (v)    | 42e       | kwalificatie: 42ste met 395 punten (96-99-98-98) |
| Anžela Voronova | 50m geweer 3 houdingen | 31e       | kwalificatie: 31ste met 576 punten (197-185-194) |

### Wielersport
| Olympiër     | Onderdeel        | Resultaat | Prestatie |
| ------------ | ---------------- | --------- | --------- |
| René Mandri  | wegwedstrijd (m) | 50e       | 5:46.37   |
|              |                  |           |           |
| Grete Treier | wegwedstrijd (v) | 17e       | 3:35.56   |

### Worstelen
| Olympiër       | Onderdeel      | Resultaat      | Prestatie |
| Grieks-Romeins | Grieks-Romeins | Grieks-Romeins | Grieks-Romeins |
| -------------- | -------------- | -------------- | --- |
| Ardo Arusaar   | -96kg (m)      | 8e             | kwalificatie: W van VEN Carabello: 5-0 1ste ronde: V van BLR Dzeinichenka: 1-3                                                                              |
| Heiki Nabi     | -120kg (m)     | Zilver         | kwalificatie: vrij 1ste ronde: W van BLR Chugoshvili: 3-1 kwartfinale: W van POL Banak: 3-0 halve finale: W van SWE Eurén: 3-1 finale: V van CUB Lopez: 0-3 |

### Zeilen
| Olympiër          | Onderdeel        | Resultaat | Prestatie                                   |
| ----------------- | ---------------- | --------- | ------------------------------------------- |
| Johannes Ahun     | RS:X (m)         | 30e       | 231 punten: (27-20-22-32-31-14-22-28-39-35) |
| Deniss Karpak     | finn (m)         | 11e       | 85 punten: (14-9-11-11-11-1-7-13-11-11)     |
| Karl-Martin Rammo | laser (m)        | 18e       | 148 punten: (7-18-3-21-8-12-30-31-18-39)    |
|                   |                  |           |                                             |
| Ingrid Puusta     | RS:X (v)         | 15e       | 134 punten: (15-20-6-15-14-21-15-12-20-17)  |
| Anna Pohlak       | laser radial (v) | 35e       | 284 punten: (27-39-41-37-36-6-36-36-31-36)  |

### Zwemmen
| Olympiër         | Onderdeel            | Resultaat | Prestatie               |
| ---------------- | -------------------- | --------- | ----------------------- |
| Martin Liivamägi | 100m schoolslag (m)  | 29e       | serie 3: 5de in 1.01,57 |
| Martin Liivamägi | 200m wisselslag (m)  | 25e       | serie 2: 5de in 2.01,09 |
|                  |                      |           |                         |
| Triin Aljand     | 50m vrije slag (v)   | 19e       | serie 10: 6de in 25,33  |
| Triin Aljand     | 100m vlinderslag (v) | 35e       | serie 2: 5de in 1.00,43 |

Afghanistan · Albanië · Algerije · Amerikaanse Maagdeneilanden · Amerikaans-Samoa · Andorra · Angola · Antigua en Barbuda · Argentinië · Armenië · Aruba · Australië · Azerbeidzjan · Bahama's · Bahrein · Bangladesh · Barbados · België · Belize · Benin · Bermuda · Bhutan · Bolivia · Bosnië en Herzegovina · Botswana · Brazilië · Britse Maagdeneilanden · Brunei · Bulgarije · Burkina Faso · Burundi · Cambodja · Canada · Centraal-Afrikaanse Republiek · Chili · China · Chinees Taipei · Colombia · Comoren · Congo-Brazzaville · Congo-Kinshasa · Cookeilanden · Costa Rica · Cuba · Cyprus · Denemarken · Djibouti · Dominica · Dominicaanse Republiek · Duitsland · Ecuador · Egypte · El Salvador · Equatoriaal-Guinea · Eritrea · Estland · Ethiopië · Fiji · Filipijnen · Finland · Frankrijk · Gabon · Gambia · Georgië · Ghana · Grenada · Griekenland · Groot-Brittannië · Guam · Guatemala · Guinee · Guinee‑Bissau · Guyana · Haïti · Honduras · Hongarije · Hongkong · Ierland · IJsland · India · Indonesië · Irak · Iran · Israël · Italië · Ivoorkust · Jamaica · Japan · Jemen · Jordanië · Kaaimaneilanden · Kaapverdië · Kameroen · Kazachstan · Kenia · Kirgizië · Kiribati · Koeweit · Kroatië · Laos · Lesotho · Letland · Libanon · Liberia · Libië · Liechtenstein · Litouwen · Luxemburg · Macedonië · Madagaskar · Malawi · Maldiven · Maleisië · Mali · Malta · Marshalleilanden · Marokko · Mauritanië · Mauritius · Mexico · Micronesië · Moldavië · Monaco · Mongolië · Montenegro · Mozambique · Myanmar · Namibië · Nauru · Nederland · Nepal · Nicaragua · Nieuw-Zeeland · Niger · Nigeria · Noord-Korea · Noorwegen · Oeganda · Oekraïne · Oezbekistan · Oman · Oostenrijk · Oost-Timor · Pakistan · Palau · Palestina · Panama · Papoea-Nieuw-Guinea · Paraguay · Peru · Polen · Portugal · Puerto Rico · Qatar · Roemenië · Rusland · Rwanda · Saint Kitts en Nevis · Saint Lucia · Saint Vincent en Grenadines · Salomonseilanden · Samoa · San Marino · Sao Tomé en Principe · Saoedi-Arabië · Senegal · Servië · Seychellen · Sierra Leone · Singapore · Slovenië · Slowakije · Soedan · Somalië · Spanje · Sri Lanka · Suriname · Swaziland · Syrië · Tadzjikistan · Tanzania · Thailand · Togo · Tonga · Trinidad en Tobago · Tsjaad · Tsjechië · Tunesië · Turkije · Turkmenistan · Tuvalu · Uruguay · Vanuatu · Venezuela · Verenigde Arabische Emiraten · Verenigde Staten · Vietnam · Wit-Rusland · Zambia · Zimbabwe · Zuid-Afrika · Zuid-Korea · Zweden · Zwitserland · Onafhankelijke atleten